# China Sky
China Sky (prt Sob o Celeste Império; bra Sob o Céu da China) é um filme norte-americano de 1945, dos gêneros guerra e aventura, dirigido por Ray Enright, com roteiro de Joseph Hoffman e Brenda Weisberge baseado no romance homônimo de Pearl S. Buck.
Planejado como produção classe A a ser estrelada por Claudette Colbert, acabou como uma aventura B de sucesso, depois que a atriz recusou o convite por não ter gostado do roteiro.

## Sinopse
Gray Thompson e Sara Durand são médicos em ação numa remota vila da China. Eles mantêm uma relação platônica, mas a ciumenta esposa de Gray, Louise, suspeita de alguma coisa. Gray e Sara cooperam com Chen-Ta, líder guerrilheiro chinês em sua luta contra o coronel Yasuda, cuja intenção é capturar o sino/japonês doutor Kim e levá-lo para o Japão.

## Elenco
| Ator/Atriz      | Personagem           |
| --------------- | -------------------- |
| Randolph Scott  | Doutor Gray Thompson |
| Ruth Warrick    | Doutora Sara Durand  |
| Ellen Drew      | Louise Thompson      |
| Anthony Quinn   | Chen-Ta              |
| Carol Thurston  | Siu-Mei              |
| Richard Loo     | Coronel Yasuda       |
| Ducky Louie     | Little Goat          |
| Philip Ahn      | Doutor Kim           |
| Benson Fong     | Chung                |
| H. T. Tsiang    | Magistrado           |
| Chin Kuang Chow | Little Charlie       |